# Kvadratna ortobikupola
| Kvadratna ortobikupola | Kvadratna ortobikupola      |
| ---------------------- | --------------------------- |
|                        |                             |
| Vrsta                  | Johnsonovo telo J27-J28-J29 |
| Stranske ploskve       | 8 trikotnikov 2+8 kvadratov |
| Oglišča                | 16                          |
| Robovi                 | 32                          |
| Konfiguracija oglišča  | 8(32.42) 8(3.43)            |
| Grupa simetrije        | D4h                         |
| Dualni polieder        | -                           |
| Lastnosti              | konveksna                   |
| mreža telesa           |                             |

Kvadratna ortobikupola je v geometriji eno izmed Johnsonovih teles. (J28). Kot že ime nakazuje jo dobimo tako, da združimo dve kvadratni kupoli (J4) vzdolž njihovih osemkotnih osnovnih ploskev tako, da se ujemajo podobne stranske ploskve. Vrtenje za 45º ene izmed kupol pred združevanjem nam da kvadratno girobikupolo (J29).
Kvadratna ortobikupola je druga v neskončni vrsti ortobikupol.
Kvadratno ortobikupolo lahko podaljšamo tako, da dodamo osemstrano prizmo med njeni dve kupoli. To nam da rombikubooktaeder. Lahko pa to naredimo tudi tako, da ga porušimo s tem, da odstranimo nepravilno šeststrano prizmo in dobimo podaljšano kvadratno bipiramido, ki pa ni nič drugega kot podaljšani oktaeder.
V letu 1966 je Norman Johnson (rojen 1930) imenoval in opisal 92 teles, ki jih imenujemo Johnsonova telesa.